# سسک دلکش
سسک دلکش (نام علمی: Prinia lepida) یک سسک کوچک است. این سسکک یک زادآور ساکن در جنوب آسیا از ترکیه تا شمال هند است.
از این گونه، ۵ زیرگونه وجود دارد که P.g. akyildizi، در جنوب ترکیه، تیره‌ترین، قهوه‌ای‌ترین و به‌شدت با رگه‌های زیاد است و درخشان‌ترین پهلوهای نخودی را دارد.

## نامگذاری
نام "دلکش" برای هماهنگی بیشتر با نام انگلیسی این گونه و نیز صدای دلنشین این گونه، از گنجینهٔ واژگان فارسی برگزیده شد. واژهٔ "دل" فارسی با بخش نخست واژهٔ انگلیسی یعنی "Del" هماهنگی آوایی دارد. همچنین "دلکش" نام یکی از گوشه‌های آوازی ایران در دستگاه ماهور است. به سبب، آواز زیبا و دلنشین این پرنده، واژهٔ «دلکش» برای نام فارسی این گونه برگزیده شد.

## آرایه‌شناسی
در یک مطالعهٔ منتشرشده در سال ۲۰۲۱ به این نتیجه رسیدند که سسک دلکش باید از سسک شکیل جدا شود.
- Prinia lepida، سسک دلکش، ۵ زیرگونه:
  - Prinia lepida akyildizi، جنوب ترکیه،
  - Prinia lepida irakensis، شمال شرق سوریه، عراق، جنوب غربی ایران،
  - Prinia lepida carpenteri، شمال عمان،
  - Prinia lepida lepida، جنوب شرق ایران، جنوب افغانستان، پاکستان، شمال هند، مرکز نپال،
  - Prinia lepida stevensi، جنوب شرق نپال، شمال شرقی هند، بنگلادش.

کنگره بین‌المللی پرنده‌شناسی این تغییر را در به‌روزرسانی در اواخر همان سال پیروی کرد.